# کاروانسرای شرکت نفت
کاروانسرای شرکت نفت مربوط به اواخر دوره قاجار -اوایل دوره پهلوی است و در شهرستان اورمیه، چهارراه ولی عصر به طرف جاده سلماس واقع شده و این اثر در تاریخ ۲۵ اسفند ۱۳۸۰ با شمارهٔ ثبت ۵۰۷۱ به‌عنوان یکی از آثار ملی ایران به ثبت رسیده است.